# Linsells socken
Linsells socken ligger i Härjedalen, ingår sedan 1974 i Härjedalens kommun och motsvarar från 2016 Linsells distrikt.
Socknens areal är 1 180,80 kvadratkilometer, varav 1 157,50 land. År 2000 fanns här 428 invånare. Kyrkbyn Linsell med sockenkyrkan Linsells kyrka ligger i socknen. 

## Administrativ historik
Linsells socken bildades 1791 genom en utbrytning ur Svegs socken. 
Vid kommunreformen 1862 överfördes ansvaret för de kyrkliga frågorna till Linsells församling och för de borgerliga frågorna till Linsells landskommun. Landskommunen inkorporerades 1952 i Svegs landskommun som 1967 ombildades till Svegs köping och 1974 uppgick i Härjedalens kommun. Församlingen uppgick 2006 i Svegsbygdens församling.
1957 överfördes ett område med en areal på 26,26 kvadratkilometer, varav 25,76 land, och 17 invånare till Idre socken.
1 januari 2016 inrättades distriktet Linsell, med samma omfattning som församlingen hade 1999/2000.  
Socknen har tillhört fögderier, tingslag och domsagor enligt vad som beskrivs i artikeln Härjedalen.

## Geografi
Linsells socken ligger kring Ljusnan, Glötesjön, Lofssjön och Sör-vattnan och med södra delen av Ruvhtens sameby i väster. Socknen har utanför ådalarna höglänt och kuperad skogsmark, här och där avbrutna av lågfjäll med höjder som når 1 200 meter över havet.
Socknen genomkorsas i nordost av riksväg 84, vid vilken kyrkbyn Linsell ligger. 
I väster gränsar socknen mot Idre socken i Älvdalens kommun. I söder ligger Lillhärdals socken, i öster Svegs socken och i norr Vemdalens socken.
Bland byarna kan nämnas, västerifrån, Sörvattnet vid länsväg 311, Slagavallen, Lofsdalen, Glöte, Dravagen och i öster kyrkbyn Linsell.
Bland fjällen kan nämnas Sömlinghågna, Svanhågna och Stenhågna i sydväst på gränsen mot Dalarnas län. De nämnda fjällen med dess massiv ligger i sin helhet i landskapet Härjedalen men södra delen av fjällområdet ligger i Idre socken, Älvdalens kommun. Landskapsgräns och länsgräns sammanfaller alltså inte just i detta område. Norr om Lofsdalen ligger Hovärken (1125 m ö.h.). I detta område ligger även Glötesvålen, Dravagsvålen, Dörrsvålen samt Tvillingvålen.
Genom området antas det gått en pilgrimsled. Rombovallen vid Lofsdalen har enligt traditionen använts som gravplats vid en pilgrimsled.

## Fornlämningar
Vid sjöarna i Linsell har man anträffat cirka 50 boplatser från stenåldern. Här har funnits en fångstkultur. Från den tiden finns omkring 150 fångstgropar. Medeltiden representeras av ungefär 25 blästerugnar, vid vilka man har bedrivit s.k. lågteknisk järnframställning. Den nuvarande bebyggelsen har tillkommit på medeltiden.

## Namnet
Namnet (1564 Lijnsijll) kommer från kyrkbyn som i sin tur har namnet från Linsäldret, Ljusnans lopp söder om kyrkbyn. Förleden innehåller ånamnet Linan, som rinner ut vid Linsäldret och vars namn har oklar tolkning. Efterleden innehåller sälder, lugnvatten'.

## Befolkningsutveckling
| Befolkningsutvecklingen i Linsells socken 1810–2020                                                                                               | Befolkningsutvecklingen i Linsells socken 1810–2020 | Befolkningsutvecklingen i Linsells socken 1810–2020 | Befolkningsutvecklingen i Linsells socken 1810–2020 | Befolkningsutvecklingen i Linsells socken 1810–2020 |
| --- | --------------------------------------------------- | --------------------------------------------------- | --------------------------------------------------- | --------------------------------------------------- |
| |                                                     |                                                     |                                                     |                                                     |
| År |                                                     |                                                     | Folkmängd                                           |                                                     |
| 1810 | 1810                                                |                                                     | 222                                                 |                                                     |
| 1820 | 1820                                                |                                                     | 288                                                 |                                                     |
| 1830 | 1830                                                |                                                     | 363                                                 |                                                     |
| 1840 | 1840                                                |                                                     | 362                                                 |                                                     |
| 1850 | 1850                                                |                                                     | 488                                                 |                                                     |
| 1860 | 1860                                                |                                                     | 593                                                 |                                                     |
| 1870 | 1870                                                |                                                     | 637                                                 |                                                     |
| 1880 | 1880                                                |                                                     | 789                                                 |                                                     |
| 1890 | 1890                                                |                                                     | 882                                                 |                                                     |
| 1900 | 1900                                                |                                                     | 1 050                                               |                                                     |
| 1910 | 1910                                                |                                                     | 1 141                                               |                                                     |
| 1920 | 1920                                                |                                                     | 1 193                                               |                                                     |
| 1930 | 1930                                                |                                                     | 1 214                                               |                                                     |
| 1940 | 1940                                                |                                                     | 1 174                                               |                                                     |
| 1950 | 1950                                                |                                                     | 1 145                                               |                                                     |
| 1960 | 1960                                                |                                                     | 990                                                 |                                                     |
| 1970 | 1970                                                |                                                     | 586                                                 |                                                     |
| 1980 | 1980                                                |                                                     | 564                                                 |                                                     |
| 1990 | 1990                                                |                                                     | 503                                                 |                                                     |
| 2020 | 2020                                                |                                                     | 350                                                 |                                                     |
| Anm: Källor: Demografiska databasen, CEDAR, Umeå universitet, Folkmängden per distrikt, landskap, landsdel eller riket efter kön. År 2015 - 2022. |                                                     |                                                     |                                                     |                                                     |